# Iran Air Tours

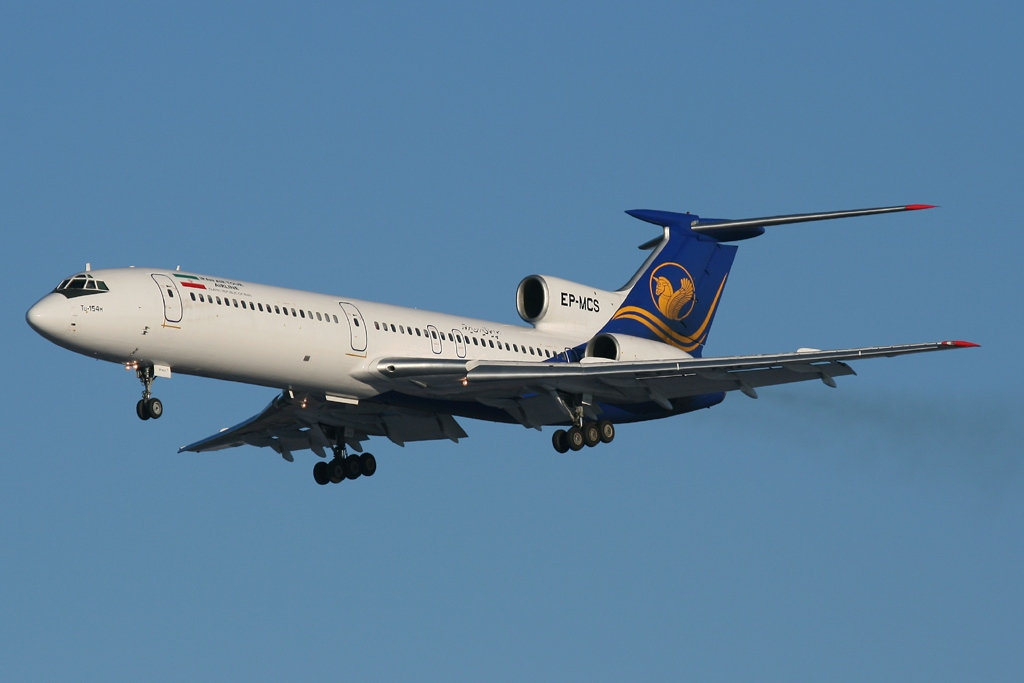
Tu-154M w dawnym malowaniu przewoźnika

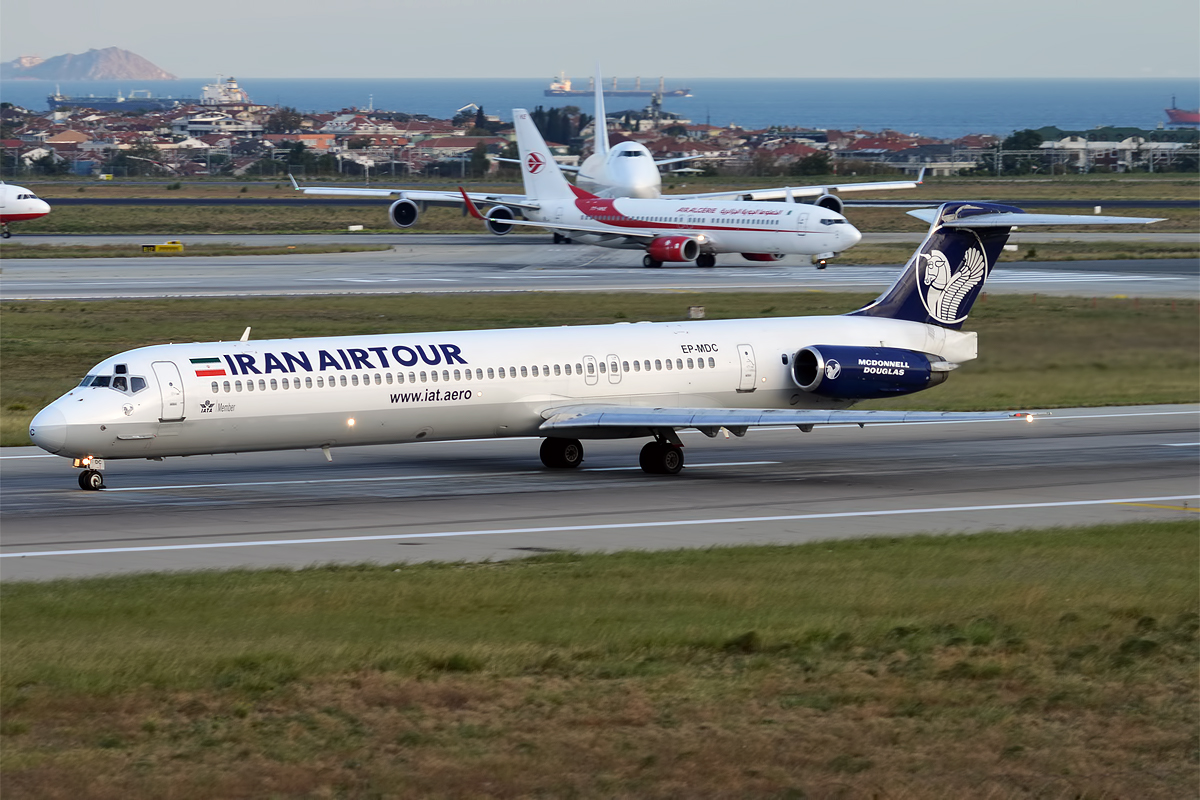
McDonnell Douglas MD-80 linii Iran Airtour

Iran Airtour (w przeszłości operująca także pod nazwą Iran Air Tours) – irańska linia lotnicza z siedzibą w Teheranie obsługująca loty krajowe, międzynarodowe na Bliskim Wschodzie oraz loty czarterowe, w tym do Europy. Bazą i głównym portem lotniczym linii jest port lotniczy Meszhed.

## Historia
Iran Airtour zostały założone w 1973 roku z inicjatywy narodowego irańskiego przewoźnika Iran Air. Powstanie linii miało w założeniu przyczynić się do rozwoju turystyki krajowej i międzynarodowej. Pierwsze połączenie obsługiwane było między Teheranem a Meszhedem – w połowie lat 80-tych trasa ta cieszyła się bardzo dużym powodzeniem. Iran Airtour wyleasingował wówczas dwa Boeingi 737-200, które obsługiwały dodatkowe operacje na tej trasie. W 1992 roku linie rozpoczęły operacje na samolotach Tu-154M, które służyły temu operatorowi jako podstawowe samoloty przez kolejne 20 lat. Obecnie, trzon floty stanowią Airbusy A300 oraz samoloty z rodziny McDonnell Douglas MD-80. 

## Porty docelowe[2]
- Iran
  - Abadan - Port lotniczy Abadan
  - Ahwaz - Port lotniczy Ahwaz
  - Bandar Abbas - Port lotniczy Bandar Abbas
  - Buszehr - Port lotniczy Buszehr
  - Chabarak - Port lotniczy Chabarak
  - Dezful - Port lotniczy Dezful
  - Isfahan - Port lotniczy Isfahan
  - Jazd - Port lotniczy Jazd
  - Kermanszah - Port lotniczy Kermanszah
  - Meszhed - Port lotniczy Meszhed
  - Raszt - Port lotniczy Raszt
  - Sari - Port lotniczy Sari
  - Sziraz - Port lotniczy Sziraz
  - Tebriz - Port lotniczy Tebriz
  - Teheran
    - - Port lotniczy Teheran-Imam Khomeini
    - - Port lotniczy Teheran-Mehrabad

  - Urmia - Port lotniczy Urmia
  - Zahedan - Port lotniczy Zahedan
- Irak
  - Bagdad - Port lotniczy Bagdad
- Zjednoczone Emiraty Arabskie
  - Dubaj - Port lotniczy Dubaj

## Flota
Flota linii Iran Airtour w dniu 30 sierpnia 2022: 

## Wypadki lotnicze i katastrofy
- 26 kwietnia 1992 – Fokker F27 lecący to Teheranu rozbił się w okolicach miasta Saveh. Zginęło 39 osób, wszyscy na pokładzie[4].
- 8 lutego 1993 – Tu-154M chwilę po starcie z teherańskiego lotniska zderzył się z irańskim myśliwcem, zginęło 131 osób[5].
- 12 lutego 2002 – Tu-154M podczas zniżania pułapu na lotnisku Chorramabad na wysokości 2770 m n.p.m. uderzył w górę. Zginęło 119 osób, wszyscy którzy byli na pokładzie[6].

- 1 września 2006 – podczas lądowania na lotnisku w Meszhedzie pękła opona w lecącym z Bandar Abbas samolocie Tu-154M. Maszyna zboczyła z pasa startowego. Zginęło 28 osób, a 148 zostało rannych[7].